# Túnel Hugonote
El Túnel Hugonote (en afrikáans: Hugenotetonnel; en inglés: Huguenot Tunnel) Es un túnel de peaje cerca de Ciudad del Cabo, Sudáfrica. Se extiende la carretera nacional N1 a través de las montañas Du Toitskloof que separan Paarl de Worcester, proporcionando una ruta que es más segura, más rápida (entre 15 y 26 minutos) y más corta (por 11 km) que el viejo paso Du Toitskloof que pasaba por la montaña.
Los estudios y diseños geológicos comenzaron en 1973, y las excavaciones siguieron en 1984, haciendo un túnel desde ambos extremos mediante perforación y voladura. Los dos puntos de perforación se reunieron con un error de solo 3 mm en toda su longitud, 3,9 kilómetros. El túnel se abrió por fin el 18 de marzo de 1988.